# Hemidactylus shihraensis
Espèce
Hemidactylus shihraensis est une espèce de geckos de la famille des Gekkonidae.

## Répartition
Cette espèce est endémique du Yémen.

## Description
Hemidactylus shihraensis mesure jusqu'à 48,2 mm, queue non comprise.

## Étymologie
Son nom d'espèce, composé de shihra et du suffixe latin -ensis, « qui vit dans, qui habite », lui a été donné en référence au lieu de sa découverte, la ville d'Al-Shihr.

## Publication originale
- Busais & Joger, 2011 : Three new species and one new subspecies of Hemidactylus Oken, 1817 from Yemen (Squamata, Gekkonidae). Vertebrate Zoology, vol. 61, n. 2, p. 267–280 (texte intégral).